# Списак друштвено-политичких радника СР Словеније
Списак истакнутих друштвено-политичких радника СР Словеније садржи списак личности које су обаљале државне и партијске фунцкије у Социјалистичкој Републици Словенији и Савезу комуниста Словеније, односно били — чланови Председништва СР Словеније, чланови Председништва ЦК СК Словеније, чланови Централног комитета СК Словеније, чланови Извршног већа Скупштине СР Словеније, посланици Скупштине СР Словеније, чланови Савета Републике Словеније, чланови Републичке конференције Социјалистичког савеза радног народа Словеније, Републичког одбора Савеза удружења бораца Народноослободилачког рата Словеније, чланови Републичке конференција Савеза социјалистичке омладине Словеније, чланови Републичког већа Савеза синдиката Словеније, председници Скупштине града Љубљане, председници Председништва Градског комитета Савеза комуниста Љубљане и др.
1. Виктор Авбељ (1914—1993)
2. Роман Албрехт (1921—2006)
3. Марјан Ахчин (1903—1988)
4. Бранко Бабич (1912—1995)
5. Алеш Беблер (1907—1981)
6. Антон Боле (1916—1990)
7. Јоже Борштнар (1915—1992)
8. Едо Брајник (1922—1983)
9. Маријан Брецељ (1910—1989)
10. Алојз Бршки (1927—2001)
11. Јосип Видмар (1895—1992)
12. Јанез Випотник (1917—1998)
13. Антон Вратуша (1915—2017)
14. Мајда Гашпари (1929—)
15. Митја Горјуп (1943—1977)
16. Стане Доланц (1925—1999)
17. Иван Долничар (1921—2011)
18. Јанез Дрновшек (1950—2008)
19. Јанез Земљарич (1928—2022)
20. Борис Зихерл (1910—1976)
21. Јоже Инголич (1921—2011)
22. Алберт Јакопич (1914—1996)
23. Стане Кавчич (1919—1987)
24. Едвард Кардељ (1910—1979)
25. Пепца Кардељ (1914—1990)
26. Борис Кидрич (1912—1953)
27. Зофка Клемен Крек (1945—)
28. Фердо Козак (1894—1957)
29. Едвард Коцбек (1904—1981)
30. Борис Крајгер (1914—1967)
31. Сергеј Крајгер (1914—2001)
32. Владимир Кривиц (1914—1996)
33. Аница Кухар (1922—2018)
34. Милан Кучан (1941—)
35. Франц Лескошек (1897—1983)
36. Борис Мајер (1919—2010)
37. Миха Маринко (1900—1983)
38. Андреј Маринц (1930—)
39. Иван Мачек (1908—1993)
40. Марјан Орожен (1931—2015)
41. Ангела Оцепек (1912—1959)
42. Јанко Плетерски (1923—2018)
43. Бојан Полак (1919—2004)
44. Зоран Полич (1912—1997)
45. Франце Попит (1921—1930)
46. Јоже Потрч (1903—1963)
47. Миран Потрч (1938—2023)
48. Митја Рибичич (1919—2013)
49. Цирил Рибичич (1947—)
50. Иван Рибникар (1936—2022)
51. Мара Рупена Осолник (1918—2003)
52. Јанко Смоле (1921—2010)
53. Јоже Смоле (1927—1996)
54. Јанез Становник (1922—2020)
55. Зора Томич (1929—2021)
56. Вида Томшич (1913—1998)
57. Иво Фабинц (1918—2010)
58. Тоне Фајфар (1913—1981)
59. Драго Флис (1921—2019)
60. Франц Хочевар (1913—1992)
61. Јанез Хрибар (1909—1967)
62. Мица Шландер (1911—1973)
63. Лидија Шентјурц (1911—2000)
64. Франц Шетинц (1929—2016)
65. Душан Шинигој (1933—2024)